# Брестская группа озёр
Бре́стская гру́ппа озёр (Брестские озёра; бел. Брэсцкія азёры) — группа озёр на территории Брестского района Брестской области Белоруссии, в бассейне Западного Буга.
Брестская группа озёр состоит из 7 водоёмов, вытянутых с севера на юг параллельно Западному Бугу, и включает в свой состав следующие озёра:
- Белое
- Селяховское
- Рогознянское
- Меднянское
- Тайное
- Страдетское
- Чёрное

Озера расположены среди Брестского Полесья на равнинной поверхности. Озера соединены протоками и канавами между собой и Западным Бугом.
Брестская группа озёр входит в состав зоны отдыха Бреста. Озера Рогознянское и Чёрное входят в курортную зону озера Белое. На берегах озера Белое располагается санаторий «Озёрный».